# Edward Dannreuther
Edward Dannreuther (Estrasburgo, Imperio alemán, 4 de noviembre de 1844 - Hastings, Reino Unido, 12 de febrero de 1905) fue un pianista y musicólogo alemán, asentado en Inglaterra desde 1863. 

## Biografía
Edward Dannreuther nació el 4 de noviembre de 1844 en Estrasburgo, en esa época perteneciente al Imperio alemán. Su aprendizaje como músico tuvo lugar en el Conservatorio de Leipzig, donde fue alumno de Ignaz Moscheles, un crítico severo de la música de Richard Wagner y Franz Liszt. A pesar de ello, Dannreuther se convirtió en defensor de la música del primero y fundó en Londres la Asociación Wagner de Londres en 1872. Se convirtió en profesor de piano de la Royal College of Music en 1895, una posición que mantuvo hasta su muerte, el 12 de febrero de 1905 en Hastings. Fue un entusiasta de la nueva música y una importante influencia para el compositor Hubert Parry.
Su hijo Hubert Edward Dannreuther fue almirante y uno de los seis supervivientes del hundimiento del HMS Invincible.